# Ishmael Mali Avui
Hon. Ishmael Mali Avui (* 1963 in Longgu Village, Provinz Guadalcanal) ist ein Politiker der Salomonen der United Democratic Party (UDP), der seit 2014 Mitglied des Nationalparlaments ist und mehrere Ministerämter bekleidete. Seit 2020 ist er Minister für Land, Wohnen und Vermessung.

## Leben
Ishmael Mali Avui absolvierte nach dem Besuch des Selwyn College und der King George VI National Secondary School Studien an der University of the South Pacific (USP) in Suva, der University of Manchester sowie der Monash University in Melbourne. Er war als Ständiger Sekretär für den öffentlichen Dienst sowie als stellvertretender Sekretär des Kabinetts tätig.
Am 19. November 2014 wurde er für die United Democratic Party (UDP) erstmals zum Mitglied des Nationalparlaments gewählt und vertritt in diesem seither den Wahlkreis East Central Guadalcanal Constituency. Im dritten Kabinett von Premierminister Manasseh Sogavare bekleidete er zwischen dem 15. Dezember 2014 und dem 19. Oktober 2015 das Amt als Minister für Justiz und Rechtsangelegenheiten (Minister for Justice and Legal Affairs). Nach seinem Ausscheiden aus der Regierung war er zwischen dem 2. November 2015 und dem 1. November 2017 Vorsitzender des Ausschusses für öffentliche Aufgaben (Public Expenditure Committee) sowie zugleich vom 4. November 2015 bis zum 1. November 2017 Mitglied des Ausschusses für Gesundheit und medizinische Dienste (Health and Medical Services Committee) und zudem zwischen dem 17. November 2015 und dem 1. November 2017 Mitglied des Ausschusses für Polizei, nationale Sicherheit und Justizvollzugsdienste (Police, National Security and Correctional Services Committee). Danach war er vom 1. bis 6. November 2017 noch Minister für Entwicklungsplanung und Hilfekoordinierung (Minister for Development Planning and Aid Coordination) im dritten Kabinett Sogavare.
Am 17. November 2017 wurde Avui Minister für nationale Einheit, Frieden und Versöhnung (Minister for National Unity, Peace and Reconciliation) im Kabinett von Premierminister Rick Houenipwela und hatte dieses Amt bis zum 9. Juli 2018 inne. Im Rahmen einer Kabinettsumbildung übernahm er am 9. Juli 2018 das Amt als Innenminister (Minister for Home Affairs) und bekleidete dieses bis zum 24. April 2019. Im darauf folgenden am 24. April 2019 gebildeten vierten Kabinett von Premierminister Manasseh Sogavare fungierte er zwischen 2019 und 2020 Minister für Forstwirtschaft und Forschung (Minister for Forestry and Research) und ist seit 2020 Minister für Land, Wohnen und Vermessung (Minister for Lands, Housing and Survey).